# Salud a la venta
Salud a la venta, de título original The Bleeding Edge, es un documental original de Netflix estrenado en 2018 que investiga la industria multimillonaria de los dispositivos médicos.
Escrita y dirigida por Kirby Dick y producida por Amy Ziering y Amy Herdy, se estrenó en el Festival de Cine Tribeca 2018, donde fue descrita como "el conjunto de las pesadillas distópicas". La película fue exhibida al público a partir del 27 de julio de 2018 en la plataforma Netflix.
El documental examina implantes médicos de alto riesgo, que no requieren pruebas antes de salir al mercado. Los sujetos entrevistados en la película describen complicaciones severas en su salud causadas por dispositivos incluyendo el dispositivo anticonceptivo Essure, malla quirúrgica, y caderas artificiales de aleación cromo-cobalto.

## Recepción

### Crítica
Rotten Tomatoes indica que el 100% de sus usuarios da a la película una crítica positiva. Frank Scheck, escribiendo para The Hollywood Reporter, describió a la película como "un abrir de ojos aterrador" y además remarca que “la película concluye informando que nadie de la FDA o ninguna de las compañías involucradas accedió a ser entrevistada.” IndieWire predijo que la película “es una buena oportunidad para alertar a personas que han sido o podrían ser engañadas.”
Flavorwire dice que la película “alterna historias de aquellos que están sufriendo a causa de los efectos secundarios de dispositivos pobremente puestos a prueba, y la descripción de su condición es visceral, da miedo y horroriza, dando como resultado una película difícil de ver pero aún más difícil de ignorar.”

### Impacto
El 20 de julio de 2018, Bayer anunció que discontinuarían la venta del dispositivo anticonceptivo Essure en los Estados Unidos.